# Lutilodix imitratrix
Lutilodix imitratrix es una especie de molusco gasterópodo de la familia Helicarionidae en el orden de los Stylommatophora.

## Distribución geográfica
Es  endémica de la Isla Norfolk.